# О’Коннор, Гэвин
Гэвин О’Коннор (англ. Gavin O'Connor; род. 30 октября 1964, Хантингтон, Нью-Йорк, США) — американский кинорежиссёр, кинопродюсер и сценарист.

## Биография
Родился 24 декабря 1963 года в городе Хантингтон, Нью-Йорк. Переехал в Филадельфию для учёбы в Пенсильванском университете, после окончания которого вернулся в Нью-Йорк. Карьеру в кино Гэвин начал с короткометражного фильма «Пари» режиссёра Теда Демме, для которого О’Коннор написал сценарий, а также выступил исполнительным продюсером ленты. Первой режиссёрской работой Гэвина стала короткометражка «Американский тупик» 1994 года, через год после которой он выпустил свой первый полнометражный фильм «Комфортабельный номер». Следующей работой стала картина 1999 года «Перекати-поле», историю для которой написала его бывшая жена Анджела Шелтон. За работу над этим фильмом Гэвин О’Коннор получил приз кинофестиваля «Сандэнс».

## Фильмография
| Год       |   | Русское название      | Оригинальное название | Роль                                                      |
| --------- | - | --------------------- | --------------------- | --------------------------------------------------------- |
| 2021      | с | Мейр из Исттауна      | Mare of Easttown      | исполнительный продюсер                                   |
| 2020      | ф | Вне игры              | The Way Back          | режиссёр, продюсер                                        |
| 2018      | с | Семь секунд           | Seven Seconds         | режиссёр пилотной серии, исполнительный продюсер          |
| 2016      | ф | Расплата              | The Accountant        | режиссёр, исполнительный продюсер                         |
| 2016      | ф | Джейн берёт ружьё     | Jane Got a Gun        | режиссёр                                                  |
| 2013—2014 | с | Американцы            | The Americans         | режиссёр пилотной серии, исполнительный продюсер          |
| 2011      | ф | Воин                  | Warrior               | режиссёр, продюсер, сценарист, актёр (в титрах не указан) |
| 2008      | ф | Гордость и слава      | Pride and Glory       | режиссёр, сценарист                                       |
| 2007      | ф | Элвис и Анабелль      | Elvis and Anabelle    | исполнительный продюсер                                   |
| 2004      | ф | Чудо                  | Miracle               | режиссёр                                                  |
| 2001      | ф | Стеклянный дом        | The Glass House       | актёр                                                     |
| 1999      | ф | Перекати-поле         | Tumbleweeds           | режиссёр, исполнительный продюсер, сценарист, актёр       |
| 1995      | ф | Комфортабельный номер | Comfortably Numb      | режиссёр, продюсер, сценарист                             |